# Mercedes-Benz E 55 AMG
De Mercedes-Benz E55 AMG vormde van 2004 tot 2006 de top van de Mercedes-Benz E-Klasse. Met een nieuwprijs van 134.750 euro was hij de duurste E-Klasse-sedan.
De E55 AMG is het AMG model dat het langst in productie was. De productie startte in 1996, toen de E50 AMG werd geïntroduceerd. In 1997 kwam de E55 AMG op de markt met een 5439 cc motor, goed voor 354 pk en 530 Nm bij 3000 tpm.
De bekende V8 van 5439 cm³ en met een compressor, 3 kleppen per cilinder, 2 bougies per cilinder, 476 pk en 700 Nm is door de huistuner AMG ook in de E-Klasse gestopt. Het blok kennen we al van AMG-modellen zoals de G 55 AMG en S 55 AMG.
AMG koppelt een automatische vijfbak aan de V8, die de E55 in 4,7 s naar de 100 km/h brengt.
Mercedes limiteert de topsnelheid naar 250 km/h, zoals we vandaag de dag wel meer zien bij Duitse premiummerken. Het verbruik ligt rond de 14.9 l per 100 km gemiddeld.
Halverwege 2006 werd de vanaf 2004 geleverde E 55 AMG afgelost door de Mercedes-Benz E 63 AMG met een 514 pk sterke 6,2-liter - ongeblazen - V8 die we eerder tegenkwamen in de ML 63 AMG.